# B. Alan Wallace
B. Alan Wallace, né le 17 avril 1950 à Pasadena, est un universitaire américain, chercheur, traducteur, interprète et pratiquant bouddhiste. Il s'intéresse aux recoupements qui existent entre les études de la conscience et les disciplines scientifiques telles que la psychologie, les neurosciences cognitives et la physique ; il œuvre à rapprocher les modes de recherche scientifiques, philosophiques et contemplatifs des traditions occidentales et orientales au travers de leurs points communs. 
Titulaire d'une licence en physique et philosophie des sciences de l’Amherst College ainsi que d’un doctorat en science des religions obtenu à l’université Stanford, Wallace enseigne depuis 1976 le bouddhisme, la philosophie et la méditation en Asie, en Europe, en Australie et sur tout le continent américain. Il a quitté l’université après trois ans passés à étudier le bouddhisme en Inde. Il a été l'interprète de nombreux contemplatifs et érudits bouddhistes, dont le 14e dalaï-lama.  
Auteur prolifique, il a écrit de nombreux livres et essais, et a traduit de nombreux textes tibétains et sanskrits en anglais. Il est également le fondateur et l’actuel président du Santa Barbara Institute for Consciousness Studies (« Institut d'études sur la conscience de Santa Barbara »).  
En 2010, il devient président et directeur du Phuket International Academy Thanyapura Mind Centre, un centre spirituel qui fait la synthèse entre d'anciennes pratiques contemplatives asiatiques, la psychologie contemporaine et les neurosciences. Chaque année, il y conduit deux retraites de méditation intensive de huit semaines ouvertes à toutes les personnes à la recherche de bien-être et souhaitant développer un équilibre mental extraordinaire. Il dirige par ailleurs avec Paul Ekman un cours de six semaines pour former des instructeurs à « cultiver l’équilibre émotionnel », cours qui a d’ailleurs fait l’objet d’une étude scientifique à l’Université de Californie à San Francisco. L’ensemble de ces retraites et de ces cours est organisé en collaboration avec le Santa Barbara Institute.  
Tout au long de sa carrière, B. Alan Wallace a cherché à montrer les liens profonds qui unissent les pratiques contemplatives et philosophiques bouddhistes à la science et à la  philosophie modernes ; il procède en mettant notamment l’accent sur l’exploration de la nature et des potentiels de l’esprit, et ce de manière tout à fait empirique, en s'affranchissant autant que possible des dogmes religieux  et matérialistes. 

## Biographie

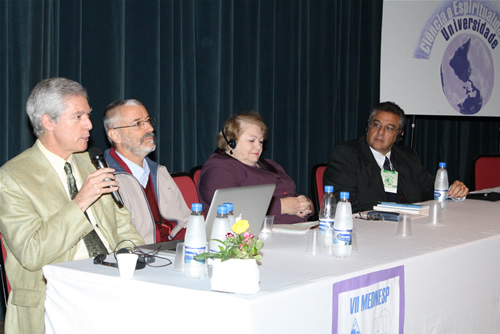
B. Alan Wallace, Padma Samten, Marlene Rossi Severino Nobre et Roberto Lúcio Vieira de Souza, UFRGS en 2009

Fils de David H. Wallace, un théologien protestant, Alan Wallace est né en 1950 à Pasadena, en Californie. Il a grandi aux États-Unis, en Écosse et en Suisse. En 1968, il entreprend des études de biologie et de philosophie à l'Université de Californie à San Diego. Et c’est lors de sa troisième année, passée à l’Université de Göttingen, en Allemagne, qu’il opère un véritable changement de direction pour se consacrer à l'étude de la culture et de la langue tibétaine.  
Désirant se plonger plus profondément dans l’étude et la pratique du bouddhisme tibétain, il quitte l’université en 1971. Il s’installe à Dharamsala, en Inde, où il prend des cours à la Bibliothèque des archives et des œuvres tibétaines, fondée la même année sous les auspices du 14e dalaï-lama. En 1973, fraîchement ordonné moine, il s’inscrit à l’Institut de dialectique bouddhiste et y étudie durant un an. En 1975, il reçoit sa pleine ordination monastique du 14e dalaï-lama lui-même, qui l'incite à rejoindre le célèbre contemplatif bouddhiste Geshe Rabten Rinpoché à l’Institut tibétain de Rikon, en Suisse. En 1978, tout en poursuivant sa formation auprès de Geshe Rabten Rinpoché et d’autres érudits et contemplatifs bouddhistes, il commence à enseigner au Centre des hautes études tibétaines au Mont-Pèlerin en Suisse.  
En 1979, il retourne en Inde, encouragé par le dalaï-lama. Sous la conduite directe de ce dernier, il entreprend une série de retraites de méditation solitaire, d’abord en Inde puis au Sri Lanka et aux États-Unis.  
En 1984, il intègre Amherst College comme chercheur indépendant pour y étudier la physique, la philosophie des sciences et le sanskrit. Il obtient son diplôme de premier cycle avec la mention honorifique « summa cum laude ». À la même époque, il rejoint la fraternité étudiante Phi Beta Kappa. Son mémoire est publié en deux volumes : Choosing Reality: A Contemplative View of Physics and the Mind et Transcendant  Wisdom: A Commentary on the Ninth Chapter of Shantideva’s Guide to the Bodhisattva Way of Life. En 1987, le dalaï-lama l'autorise à renoncer officiellement à ses vœux monastiques pour se marier (en 1989) avec Vesna A. Wallace, elle-même érudite bouddhiste accomplie.  
La même année, il s’inscrit à l’université Stanford pour préparer un doctorat en sciences des religions, où il continue en parallèle à étudier la philosophie des sciences et de l’esprit. Il cherche principalement à intégrer le bouddhisme à la philosophie et aux sciences occidentales afin de parvenir à mieux comprendre la conscience. Sa thèse est publiée sous le titre The Bridge of Quiescence : Experiencing Tibetan  Meditation. À la même époque, il écrit également The Taboo of Subjectivity : Toward a New Science of Consciousness.  
En 1997, Il intègre la faculté du Département de Sciences des Religions à l'Université de Californie à Santa Barbara où il enseigne la culture, la langue et le bouddhisme tibétain, ainsi que la connexion entre science et religion. En 2001, il quitte sa chaire et se retire en plein désert dans l’Est californien pour se consacrer à une retraite de méditation solitaire de 6 mois. En 2003, Wallace crée le Santa Barbara Institute for Consciousness Studies , une institution à but non lucratif dont la vocation est de faire la synthèse entre les investigations scientifiques et contemplatives d’une part, et avec la nature et les potentiels de la conscience d’une autre. 
À partir de 2010, Wallace organise des retraites de huit semaines pour former les étudiants aux pratiques méditatives de shamatha, des quatre incommensurables, de Vipaśyanā et du Dzogchen. Il s'est beaucoup impliqué dans le développement du Center for Contemplative Research en Toscane, une communauté de contemplatifs et de scientifiques qui vise à intégrer l'expérience méditative à la première personne[Quoi ?] avec les méthodes scientifiques à la troisième personne. 

## Traducteur
Depuis la fin des années 1970, B. Alan Wallace a été le traducteur de nombreux lamas tibétains en Inde, en Europe et en Amérique du Nord. En 1979, il a été l’interprète du dalaï-lama pendant sa première tournée d’enseignement en Occident, durant laquelle celui-ci a donné des conférences en Suisse et en Grèce avant de se rendre pour la première fois aux États-Unis. Depuis 1987, date de sa création, Alan Wallace contribue à l’organisation de conférences du Mind and Life Institute. Avec Thupten Jinpa, il est aussi l’interprète du dalaï-lama ainsi que de scientifiques et philosophes qui y participent. De 1992 à 1997, il a été l’interprète et le traducteur de Gyatrul Rinpoché, un grand Lama de l'école Nyingma du bouddhisme tibétain.

## Recherches

### Le projet Shamatha (2007)
Les récentes études menées sur les effets de la méditation sur la gestion du stress et l’équilibre émotionnel, mais aussi en tant qu’agent thérapeutique ont produit des résultats prometteurs. Cependant les études menées jusqu’à présent n’ont porté que sur des méditations lors de courtes périodes et peu intensives. Composé d’une équipe d’éminents neuroscientifiques et psychologues, et faisant appel à des techniques de pointe, le projet Shamatha quant à lui, a été mené sur une plus longue période afin d’observer les effets que produit une pratique intensive de la méditation sur l’attention, les performances cognitives, la régulation des émotions et la santé. Ce projet a reçu l’assentiment du dalaï-lama et un premier financement de trois fondations privées : le Fetzer Institute, la Hershley Family Foundation et la Yoga Research and Educational Foundation. La méthode enseignée par Alan Wallace consistait en une pratique profonde et intensive de la méditation qui favorise une attention plus soutenue, un meilleur équilibre émotionnel, mais aussi la compassion, la bonté, la joie empathique et la sérénité. Parmi les bienfaits escomptés de cette méthode, on notera un contrôle accru de l’attention, une meilleure capacité à maîtriser ses émotions et à faire partager les bienfaits de ces principes à la société.

### Cultiver l’équilibre émotionnel
Le projet de recherche Cultivating Emotional Balance (cultiver l’équilibre émotionnel) est né du dialogue entre, d’une part, des scientifiques étudiant les émotions et, d’autre part, le dalaï-lama, des érudits et des moines bouddhistes. Cette rencontre, qui a eu lieu en mars 2000 à Dharamasala en Inde, fut l’une de celles parrainées par le Mind and Life Institute dans le but de favoriser les échanges entre la tradition bouddhiste et la science occidentale.

## The Compassion and Attention Longitudinal Meditation Study (CALM)
Bien que de nombreuses études aient déjà démontré les bienfaits de la méditation sur le bien-être émotionnel et physique, beaucoup reste encore à découvrir quant à la façon dont la méditation permet ces bienfaits sur la santé. Fruit d’une collaboration entre des chercheurs du Mind-Body Program, du Emory-Tibet Partnership de l’université Emory et du Santa Barbara Institute, l’étude CALM a pour vocation de répondre aux questions non encore résolues, mais pourtant essentielles que pose la méditation comme objet de recherche. L’étude CALM confirme, par ces découvertes récentes, le lien qui existe entre une pratique de la méditation compassionnelle et la réduction des effets délétères que produit le stress psychologique sur l’équilibre émotionnel et physique ; des effets très souvent associés à tout un éventail de maladies fréquentes de nos jours telles que la dépression, les maladies cardiovasculaires, les différents diabètes et la démence.

## Autres projets
- Consultant pour le Projet Mechanisms of Meditation dirigé par le Dr Charles Raison. Projet parrainé par l'université Emory et le Santa Barbara Institute for Consciousness Studies. De 2007 à maintenant.
- Consultant pour le projet Cultivating Emotional Balance in the Classroom (CEBC), dirigé par le Dr. Patricia Jennings assistée de Margaret Kemeny. Projet parrainé par l'Université d'État de San Francisco, l’Université de Californie à San Francisco, et le Santa Barbara Institute for Consciousness Studies. De 2005 à maintenant.
- Consultant et instructeur de méditation pour le projet Mindful Attention Training (MAT) pour l’épilepsie, un projet de recherche destiné à étudier l’efficacité de l’entraînement de l’attention sur la réduction de la fréquence et de l’intensité des crises d'épilepsie. Projet dirigé par le Dr Jerome Pete Engel au centre de recherche neurologique Reed à l’université UCLA[9], et par le Dr Christoph Baumgartner à l'université de médecine de Vienne. De 2005 à 2006.
- Consultant pour le Mindful Awareness Project (MAP), étude visant à développer un entraînement à la méditation pour prévenir et traiter le trouble du déficit de l'attention et l'hyperactivité. Projet dirigé par le Dr. Susan Smalley (en) et ses collègues du Center for Neurobehavioral Genetics à la faculté de médecine de UCLA. De 2004 à maintenant.
- Co-chercheur principal et directeur pour le projet Shamatha[10], une étude scientifique et longitudinale qui observe les effets de trois mois d’entraînement à la concentration sur la maîtrise des émotions et de l’attention. B. Alan Wallace travaille depuis 2003 en étroite collaboration avec une équipe de scientifiques cognitifs de l’Université de Californie à Davis. Le projet est parrainé par le Santa Barbara Institute, l'UC Davis Center for Mind and Brain (en) et le Department of Pscyhology et Imaging Research Center de l’Université de Davis. De 2003 à maintenant.
- Consultant et formateur pour le projet Cultivating Emotional Balance (CEB) parrainé par l’Université de Californie à San Francisco et par le Santa Barbara Institute. De 2003 à maintenant.
- Consultant et interprète pour un projet d’études sur un traitement par la médecine tibétaine traditionnelle du cancer du sein. Université de Californie à San Francisco et le California Pacific Medical Center (en), San Francisco, de 1995 à 1998.
- Chercheur pour le projet « Training the Mind » qui vise à réaliser sur des contemplatifs tibétains expérimentés du nord de l’Inde des études psychologiques et neuroscientifiques sur l'attention et la compassion. De 1990 à 1992.

## Santa Barbara Institute for Consciousness Studies
En 2003, B. Alan Wallace a fondé le Santa Barbara Institute for Consciousness Studies, une institution à but non lucratif qui cherche à approfondir notre compréhension de la nature de la conscience, de ses origines et de son rôle. Il considère que l'étude de la nature de la conscience peut se faire sur soi-même, et ne doit en aucun cas se limiter à l'application des méthodes de la psychologie et des sciences neuro-cognitives sur des tiers. Dans l'idéal, il faut parvenir à intégrer les méthodes introspectives des traditions contemplatives, comme le bouddhisme, aux méthodes objectives et scientifiques pour créer une nouvelle discipline : la « science contemplative ». Les recherches et réflexions de Wallace ne procèdent pas seulement du bouddhisme, des neurosciences et de la physique contemporaine, mais aussi des études de William James, considéré comme le pionnier américain dans les domaines de la psychologie et de la philosophie et auquel B. Alan Wallace fait souvent référence comme à l'un de ses « héros intellectuels ».

## Ouvrages

### Ouvrages de Wallace traduits en français
- À cœur ouvert. Méditation et développement des quatre Pensées Infinies, Kunchab, 2001,  (ISBN 907481557X)
- Vie et enseignements de Geshé Rabten : un lama tibétain à la recherche de la vérité..., avec Rabten (Guéshé), (trad. par Véronica Paulence, Michel Zaregradsky, Georges Driessens), Éd. Dharma, 1991,  (ISBN 2864870177)
- Science et bouddhisme : à chacun sa réalité, Calmann-Lévy, (trad. par Oristelle Bonis), Paris, Calmann-Lévy, 1998,  (ISBN 2702128203)

### Livres
- Mind in the Balance: Meditation in Science, Buddhism, and Christianity, Columbia University Press, 2009
- Embracing Mind: The Common Ground of Science and Spirituality, co-authored with Brian Hodel, Shambhala Publications, 2008
- Hidden Dimensions: The Unification of Physics and Consciousness, Shambhala Publications, 2008.
- Contemplative Science: Where Buddhism and Neuroscience Converge, Columbia University Press, 2007.
- The Attention Revolution: Unlocking the Power of the Focused Mind, Wisdom Publications, 2006.
- Genuine Happiness: Meditation as the Path to Fulfillment, John Wiley & Sons, 2005.
- Buddhism and Science: Breaking New Ground (Ed.), Columbia University Press, 2003.
- Buddhism with an Attitude: The Tibetan Seven-Point Mind-Training, Snow Lion Publications, 2001.
- The Taboo of Subjectivity: Toward a New Science of Consciousness, Oxford University Press, 2000.
- Boundless Heart: The Four Immeasurables, Snow Lion Publications, 1999.
- The Bridge of Quiescence: Experiencing Tibetan Buddhist Meditation, Open Court Press, 1998.
- Tibetan Buddhism From the Ground Up, Wisdom Publications, 1993.
- A Passage from Solitude: A Modern Commentary on Tibetan Buddhist Mind Training, Snow Lion Publications, 1992.
- Choosing Reality: A Contemplative View of Physics and the Mind, Shambhala Publications, 1989.

### Traductions du tibétain en anglais
- Düdjom Lingpa, The Vajra Essence: From the Matrix of Primordial Consciousness and Pure Appearances: A Tantra on the Self-arisen Nature of Existence by , Mirror of Wisdom Publications, 2004.
- Yeshi Donden, Healing from the Source: The Science and Lore of Tibetan Medicine, Snow Lion Publications, 2000  (ISBN 1559391480)
- Karma Chagmé (with commentary by Gyatrul Rinpoche), Naked Awareness: Practical Teachings on the Union of Mahāmudrā and Dzogchen, Snow Lion Publications, 2000.
- Gen Lamrimpa, Transcending Time: The Kālacakra Six-Session Guruyoga, Wisdom Publications, 1999.
- Gen Lamrimpa, Realizing Emptiness: The Madhyamaka Cultivation of Insight, Snow Lion Publications, 1999.
- Karma Chagmé (with commentary by Gyatrul Rinpoche), A Spacious Path to Freedom: Practical Instructions on the Union of Mahāmudrā and Atiyoga, Snow Lion Publications, 1998.
- Padmasambhava, Natural Liberation: Padmasambhava’s Teachings on the Six Bardos (with commentary by Gyatrul Rinpoche), Wisdom Publications, 1998.
- A Guide to the Bodhisattva Way of Life:  A translation from the Sanskrit and Tibetan of Ṥāntideva’s Bodhicaryāvatāra, co-translated with Vesna A. Wallace, Snow Lion Publications, 1997.
- Gyatrul Rinpoche, Ancient Wisdom: Nyingma Teachings of Dream Yoga, Meditation and Transformation, Co-translated with Sangye Khandro, Snow Lion Publications, 1993.
- Gen Lamrimpa, Shamatha Meditation: Tibetan Buddhist Teachings on Cultivating Meditative Quiescence, Snow Lion Publications, 1992.
- Dalai Lama, Transcendent Wisdom: A Commentary on the Ninth Chapter of Shantideva’s Guide to the Bodhisattva Way of Life, Snow Lion Publications, 1988.
- Geshe Ngawang Dhargyey, The Kalachakra Tantra, Library of Tibetan Works and Archives, 1986.
- Geshé Rabten, The Life and Teachings of Geshé Rabten, George Allen & Unwin, 1980.
- Sherab Gyaltsen Amipa, Waterdrop from the Glorious Sea: A History of the Sakya Tradition of Tibetan Buddhism, Tibet Institute, 1976.
- Yeshi Dhonden, The Ambrosia Heart Tantra: A Classic Treatise on Tibetan Medicine, Annotated, Library of Tibetan Works & Archives, 1976.

### Articles et chapitres d'ouvrage
B. Alan Wallace a écrit et publié une douzaine d'essais dans les domaines de la philosophie, de la psychologie, de la physique et du bouddhisme. Des copies électroniques de ses essais sont disponibles sur son site web. En voici une sélection :
- « Vacuum States of Consciousness: A Tibetan Buddhist View » in D.K. Nauriyal (Ed.), Buddhist Thought and Applied Psychology: Transcending the Boundaries, Londres, Routledge-Curzon, 2006, p. 112–121.
- « Awakening to the Dream », Tricycle. The Buddhist Review, hiver 2006, p. 52–57.
- « Religion and Reason: Letter to a Christian Nation Reviewed » Shambhala Sun, novembre 2006, p. 99–100.
- « Mental Balance and Well-Being: Building Bridges Between Buddhism and Western Psychology » in American Psychologist, octobre 2006.
- « Immaterial Evidence » Tricycle. The Buddhist Review, Spring 2006. p. 84–86.
- « Buddhist and Psychological Perspectives on Emotions and Well-Being », (en collaboration avec Paul Ekman, Richard Davidson et Matthieu Ricard),  Current Directions in Psychological Sciences, 2005, Vol. 14, N° 2, p. 59–63.
- « The Intersubjective Worlds of Science and Religion » in James Proctor (Ed.), Science, Religion, and the Human Experience,  New York, Oxford University Press, 2005.
- « A Science of Consciousness: Buddhism (1), the Modern West (0) » in The Pacific World: Journal of the Institute of Buddhist Studies, Vol. 3, n° 4, 2003.
- « The Spectrum of Buddhist Practice in the West » in Charles Prebish & Martin Baumann (Eds.),  Westward Dharma: Buddhism Beyond Asia, Berkeley, University of California Press, 2002.
- « Tibetan Buddhism in the West: Is It Working? » Tricycle. The Buddhist Review, été 2001, pp. 54–63.
- « Intersubjectivity in Indo-Tibetan Buddhism. » Journal of Consciousness Studies (en), 8, No. 5-7, 2001, pp. 209–30.
- « Afterword: Buddhist Reflections », in Zara Houshmand, Robert Livingston & B. Allan Wallace (Eds.), Consciousness at the Crossroads: Conversations with the Dalai Lama on Brainscience and Buddhism. Ithaca (NY), Snow Lion, 1999.
- « The Dialectic Between Religious Belief and Contemplative Knowledge in Tibetan Buddhism » in John Makransky & Roger Jackson (Eds), Buddhist Theology: Critical Reflections of Contemporary Buddhist Scholars, Londres, Curzon Press. 1999, p. 203–214
- « The Buddhist Tradition of Samatha: Methods for Refining and Examining Consciousness. » Journal of Consciousness Studies, Vol. 6, N°. 2-3, 1999, p. 175-187.